# Pseudocyclosorus johannae
Pseudocyclosorus johannae är en kärrbräkenväxtart som beskrevs av Holtt. Pseudocyclosorus johannae ingår i släktet Pseudocyclosorus och familjen Thelypteridaceae. Inga underarter finns listade.